# Kuurne-Bruxelles-Kuurne 2022
La Kuurne-Bruxelles-Kuurne 2022, settantacinquesima edizione della corsa, valevole come nona prova dell'UCI ProSeries 2022 categoria 1.Pro, si svolse il 27 febbraio 2022 su un percorso di 195 km, con partenza ed arrivo a Kuurne, in Belgio. La vittoria fu appannaggio dell'olandese Fabio Jakobsen, che ha completato il percorso in 4h32'13" alla media di 43,002 km/h, precedendo l'australiano Caleb Ewan ed il francese Hugo Hofstetter.
Al traguardo di Kuurne sono stati 136 i ciclisti, dei 169 partiti dalla medesima località, che hanno portato a termine la competizione.

## Squadre e corridori partecipanti
| N.      | Cod. | Squadra                     |
| ------- | ---- | --------------------------- |
| 1-6     | TFS  | Trek-Segafredo              |
| 11-17   | QST  | Quick-Step Alpha Vinyl Team |
| 21-27   | IGD  | Ineos Grenadiers            |
| 31-37   | LTS  | Lotto Soudal                |
| 41-47   | IWG  | Intermarché-Wanty-Gobert    |
| 51-57   | ACT  | AG2R Citroën Team           |
| 61-67   | TBV  | Bahrain Victorious          |
| 71-77   | BOH  | Bora-Hansgrohe              |
| 81-87   | COF  | Cofidis                     |
| 91-97   | EFN  | EF Education-EasyPost       |
| 101-107 | GFC  | Groupama-FDJ                |
| 111-117 | IPT  | Israel-Premier Tech         |
| 121-127 | TJV  | Jumbo-Visma                 |

| N.      | Cod. | Squadra                   |
| ------- | ---- | ------------------------- |
| 131-137 | MOV  | Movistar Team             |
| 141-147 | BEX  | Team BikeExchange-Jayco   |
| 151-157 | DSM  | Team DSM                  |
| 161-167 | UAD  | UAE Team Emirates         |
| 171-177 | AFC  | Alpecin-Fenix             |
| 181-187 | ARK  | Team Arkéa-Samsic         |
| 191-197 | HPM  | Human Powered Health      |
| 201-207 | UXT  | Uno-X Pro Cycling Team    |
| 211-217 | TDE  | TotalEnergies             |
| 221-227 | BWB  | Bingoal Pauwels Sauces WB |
| 231-237 | SVB  | Sport Vlaanderen-Baloise  |
| 241-247 | BBK  | B&B Hotels-KTM            |

## Ordine d'arrivo (Top 10)
| Pos. | Corridore          | Squadra       | Tempo    |
| ---- | ------------------ | ------------- | -------- |
| 1    | Fabio Jakobsen     | Quick-Step    | 4h32'13" |
| 2    | Caleb Ewan         | Lotto         | s.t.     |
| 3    | Hugo Hofstetter    | Arkéa         | s.t.     |
| 4    | Daniel McLay       | Arkéa         | s.t.     |
| 5    | Giacomo Nizzolo    | Israel        | s.t.     |
| 6    | Dries Van Gestel   | TotalEnergies | s.t.     |
| 7    | Amaury Capiot      | Arkéa         | s.t.     |
| 8    | Christophe Laporte | Jumbo         | s.t.     |
| 9    | Matteo Trentin     | UAE           | s.t.     |
| 10   | Taco van der Hoorn | Intermarché   | s.t.     |